# 11012 Генінг
11012 Генінг (11012 Henning) — астероїд головного поясу, відкритий 15 травня 1982 року.
Тіссеранів параметр щодо Юпітера — 3,405.